# بيبا جرانج
بيبا جرانج(1) (بالإنجليزية: Pippa Grange)‏ هي طبيبة نفسية تطبيقية بريطانية ومؤلفة ورئيس قسم تطوير الأفراد والفرق في اتحاد كرة القدم حتى نهاية عام 2019. وهي مؤسِّسة شركة بلوستون إيدج الاستشارية.

## النشأة والتعليم
ولدت جرانج في هاروغيت، يوركشاير. درست علم النفس في جامعة لوبورو. لعبت في فريق كرة السلة الوطني(2).

### حواشي
1. جرانج: إنَّ حرف (الجيم) هنا يلفظ كما يلفظه الشعب المصري تمامًا.
2. واضح من السياق أنه فريق كرة السلة الوطني (الألماني).